# Новак, Лидия Андреевна
Лидия Андреевна Новак (3 января 1924, Перекопное, Саратовская губерния — 27 января 2014, Новочеркасск, Ростовская область) — историк-краевед, музейный работник, сотрудник Музея истории донского казачества, специалист по донскому казачеству.

## Биография
Родилась в 1924 году в селе Перекопное (ныне — Ершовского района Саратовской области) в крестьянской семье. Затем семья переехала в город Новочеркасск.
В годы Великой Отечественной войны, только окончив среднюю школу № 5, добровольно ушла на фронт.
После окончании школы связистов служила в 57-й батарее управления командования артиллерии 2-й гвардейской армии, была телефонисткой узла связи, имела знак «Отличный связист». Принимала участие в освобождении Ростовской области, Украины, Крыма, Прибалтики, Восточной Пруссии (Кёнигсберг).

Во время прорыва укреплённого рубежа противника на реке Дубисса 6 октября 1944 года 16 часов без перерыва работала на НП командующего артиллерией армии, НП подвергался неоднократно артминобстрелу, … были повреждены линии связи… под обстрелом противника и разрывами снарядов устранила 4 порыва, тем самым обеспечила бесперебойную связь.— из наградного листа на Орден Красной Звезды от 25 октября 1944 года
Награждена Орденом Красной Звезды (1944), медалями «За боевые заслуги» (1943), «За взятие Кёнигсберга», «За победу над Германией». Отмечена Орденом Отечественной войны II степени (1985) и юбилейными наградами.
После войны училась в Новочеркасском учительском институте, который окончила в 1947 году. Продолжила обучение в Ташкентском педагогическом институте, где окончила исторический факультет.
Работала учителем в Средней Азии, заведующим кабинетом истории института усовершенствования учителей, завучем общеобразовательной офицерской школы.
С 1957 работала в Музее истории донского казачества в Новочеркасске — от экскурсовода до заместителя директора по научной работе.
Была автором и организатором юбилейных выставок В Музее и Художественном салоне Ростова-на-Дону, была научным руководителем и участником шести постоянных экспозиций Старочеркасского историко-архитектурного музея-заповедника, возглавила создание музея истории Новочеркасской ГРЭС и поселка Донского. Участвовала в историко-этнографических экспедициях в верховьях Дона и в Ставропольском крае. С докладами выступала на научных конференциях Москвы и Ленинграда.
Была известна как крупный специалист по донскому казачеству. Так, Василий Шукшин при работе над книгой о Стеньке Разине «Я пришёл дать вам волю» обратился к ней за помощью, и она стала его консультантом по той эпохе — во время приезда Шукшина в Новочеркасск показала ему Кагальницкий городок, объездила с ним несколько аксайских станиц, затем состояла с ним в долгой переписке:

Уважаемая Лидия Андреевна! Дела наши (зная Вас как активного «разинца») — в общем, хорошие. По весне, должно быть «поднимемся». Материалы, интересные для Вашего музея, конечно, будут (они уже есть). И, конечно же, все наиболее ценное мы сможем передать потом в Ваше распоряжение.— из письма Василия Шукшина, октябрь 1968 года
За её многолетний труд (40 лет) была удостоена городской Доски почёта и награждена медалью «За трудовое отличие».
Умерла в 2014 году в Новочеркасске.

## Память
В 2014 году на доме 21/1 на ул. Пляжной в Новочеркасске, где более сорока лет жила Л. А. Новак, была установлена мемориальная доска.

## Труды
Является автором буклета «Старочеркасский музей-заповедник», путеводителей по Музею истории донского казачества (в соавт., 1969, 1978), а также краеведческих статей в книгах «С рюкзаком по Донскому краю», «Обряды и праздники на Дону», «Донской народный костюм», «Побратимы-другари», «Донские страницы» (1983). Её справочная статья о Новочеркасске вошла в том десятый «Советской исторической энциклопедии».
Также опубликовала в соавторстве книги: «Как у нас-то было на Тихом Дону», «Казачий курень», удостоенный диплома на международной выставке «Книга-75» в Москве.
Участвовала в подготовке к изданию энциклопедии «Новочеркасск», в которой было опубликовано пятнадцать статей по истории казачества.
Библиография:
- Казачий курень: Книга-альбом / Л. А. Новак, Н. Г. Фрадкина; Худож. В. В. Силкин; Фото Р. М. Иванова. — Ростов: Кн. изд-во, 1973. — 116 с.
- Как у нас-то было на тихом Дону: историко-этнографический очерк / Л. Новак, Н. Фрадкина. — Ростов-н/Д, 1985. — 127 с.
- Как у нас-то было на Тихом Дону: историко-этнографические очерки / Л. Новак, Н. Фрадкина. — Ростов-н/Д: Ростовкнига, 2013. — 139 с.

Авторы книги постарались воссоздать эту сторону жизни казачества по немногим чертам, сохранившимся в современном быту, по дошедшим до нас предметам материальной культуры, сказаниям, песням и преданиям донских казаков. Полагаем, что книгу прочтут с пользой для себя все, кто интересуется прошлым донского казачества. — о книге «Как у нас-то было на Тихом Дону» — А. П. Пронштейн, доктор исторических наук, профессор РГУ